# 前田佳宏
前田 佳宏（まえだ よしひろ、1977年 - ）は、日本の実業家。
リンカーズ株式会社創業者、代表取締役社長。

## 経歴
- 1977年 - 福井県福井市生まれ
- 1996年3月 - 福井県立高志高校卒業
- 2000年3月 - 大阪大学工学部卒業
- 2000年4月 - 京セラ株式会社 海外営業に従事
- 2006年2月 - 株式会社野村総合研究所コンサルティング事業本部
- 2012年4月 - リンカーズ株式会社設立、代表取締役CEO[1]
- 2012年7月 - 東北経済連合会東経連ビジネスセンターマーケティング支援チームナビゲーター就任

## 人物
- 好きなバンドはMr.Children。一番好きな曲は「抱きしめたい」

## 受賞歴
- 2015年11月 - 日経BP社主催「日本イノベーター大賞2015」優秀賞 受賞[2]
- 2015年12月 - 事業構想大学院大学主催「第1回 ニッポン事業構想大賞」受賞[3]